# 但丁的地獄之旅
《但丁的地獄之旅》是一款由Visceral Games（前稱EA Redwood Shores）開發，由美商藝電發行的第三身冒險遊戲，其平台為Xbox 360、PlayStation 3及PlayStation Portable。遊戲故事以詩人但丁·阿利吉耶里筆下史詩神曲第一部份「地獄」為重心，但丁·阿利吉耶里亦為本遊戲主角。

## 遊戲系統

但丁正在利用聖十字架來赦免一隻地獄惡魔。

此遊戲是一個动作冒险游戏。在遊戲中，玩家需要控制主角但丁移動、進行戰鬥並解決謎題。在遊戲中，但丁的主要武器為死神的大镰，該大镰能讓玩家進行一系列的組合攻擊和必殺技。而其輔助武器則是一個聖十字架，該十字架能凌空發射一些十字架狀的能量攻擊。另外，但丁能夠使用眾多的魔法和技能輔助戰鬥，而這些魔法和技能均能在遊戲中獲取。此遊戲在戰鬥期間會使用快速反應事件系統，當此系統遭觸發後，玩家必須根據畫面指示進行操作。
許多攻擊組合和技能可以透過「靈魂點數」解鎖，而這些靈魂點數能透過擊敗敵人或使用靈魂噴泉獲得。這些靈魂點數能用來解鎖兩種類別的技能，即聖潔類和邪惡類。在遊戲開始時，這兩類技能的級別是相同的。但當玩家收集相應的經驗值時，這些類別就會升級，令更高級的技能供解鎖。這些經驗值是透過「懲治或赦免」系統來收集，當玩家要處決敵人或被詛咒的靈魂時，玩家便可以選擇懲治或赦免他們。玩家作出的選擇會增加玩家相應的經驗值。在赦免被詛咒的靈魂時，玩家需要進行一個小遊戲。遊戲中，玩家需要在紅球到達十字架中央時按畫面顯示的按鈕。當玩家成功按按鈕，赦免經驗值就會增加。
此遊戲包含不少特技成分，如在繩索上擺動和攀岩牆。在進行這些特技時，玩家可能會遇上危險，如火焰和旋轉刀片。此遊戲亦包含一系列的解謎遊戲，如在合適時間拉動拉杆和把可移動的物件放在指定位置。另外，遊戲中亦隱藏著不少供提升用的聖經文物。

## 劇情
在第三次十字軍東征中，年輕時仍是騎士的但丁在戰爭中犯下了累累暴行。之後，在一次戰鬥中，但丁後背上挨了一刀，而死神亦因此來索取其性命。但是，但丁拒絕就此死亡，故消滅了死神，並奪取其大鐮。回家後，他發現全家已被殺。其愛人貝緹麗彩·坡提納里的靈魂出現在但丁面前，但很快便被路西法拖進黑暗。到達教堂後，但丁祝福了十字架，開啟了地獄之門。
在地獄之門中，但丁遇上维吉尔，而维吉尔則決定引導他通過九界地獄。但丁和維吉爾搭上了以卡戎為主體架構成的的船，並在到達目的地後毀滅之。抵達靈薄獄後，他們遇上了審判者米諾斯王。當米諾斯王拒絕讓但丁繼續前進時，但丁便殺了他。之後，他們到達第二界地獄「慾望」。期間，他們遇上坡提納里，並被揭發自己曾犯奸淫罪。到達塔頂後，但丁殺掉了克娄巴特拉七世。進入第三界地獄「暴食」後，但丁消滅了刻耳柏洛斯。之後，他發現自己過去奸淫的一位異教婦女所保護的男士實為其丈夫。
進入第四界地獄「貪婪」後，但丁見到了他的父親，但其父親卻與路西法達成了一項協議，即以殺死兒子來換取免刑一千年。最終，但丁戰勝父親與財神路托斯。進入第五界地獄「憤怒」後，他們渡過冥河，並消滅菲烈基斯。路西法隨即出現在前，而隨同的坡提納里因為得知但丁的背叛而投靠路西法。進入第六界地獄「異端」和第七界地獄「暴力」後，但丁找到了他的母親，並救贖了她的靈魂。之後，但丁遇上戰友弗朗切斯科，但兩人隨即開戰。最終，但丁戰勝之，並進入第八界地獄「欺詐」。
但丁需要過橋為了阻止坡提納里與路西法於橋的另一端舉行的婚姻。但當但丁在橋上時，他便開始反思自己欺詐的行為，並因此令到他跌倒。坡提納里得知但丁的背叛後，便與路西法結了婚。進入第九界地獄「背叛」後，但丁承認自己的罪過，並意識到坡提納里屬於天堂，而地獄才是他的歸依。但丁的道歉令坡提納里恢復回以前的模樣，並升上天堂。之後，他遇上路西法。路西法有意進入天堂取代上帝的位置，並將地獄本身帶到天堂。因此，但丁擊敗之。最後，但丁重新禁錮路西法。可是，最後一幕顯示從來自但丁身上撕下來的十字型的布變成一條蛇，代表路西法會再次出現並進行復仇。

## 發佈
此遊戲的PlayStation 3演示版於2009年12月10日發佈，而Xbox 360演示版則於2009年12月24日發佈。
此遊戲於2010年2月5日在歐洲發佈。除了標準的零售遊戲版本外，藝電亦發售了一個名為「死亡版」的特別限量版。死亡版除了包含一份遊戲外，還附帶一個描繪不同地獄層數的折疊卡包裝，以及一張名為「歷史上的但丁」的光碟。該版還包含一個啟動代碼，該代碼能將主角但丁解鎖並設定不同的造型，其中包括死亡空间主角的造型。死亡版僅限於零售商GAME商店中出售。而Gamestation商店則會贈送一個但丁公仔予預訂此遊戲的玩家。於2010年2月15日，此遊戲在澳洲發售，並僅限於EB Games商店中出售。
此遊戲於2010年2月9日在北美發售。與歐洲版本相同，藝電亦於北美發售了一個特別限量版，名為「神聖版」。該版本類似死亡版，其附加內容與死亡版相同，只是沒有死亡空间主角的造型和「歷史上的但丁」中的動畫片段。但是，此版本卻新增了一個名為「黑暗森林」的可下載內容。

## 銷售
此遊戲的銷售情況較佳。根據美國NPD集團的銷售數據顯示，此遊戲的PS3和Xbox 360版本於2010年2月分別售出了242,500和224,700套遊戲此遊戲的PS3和Xbox 360版本亦於同月一起成為英國10個最暢銷遊戲之一。截至2013年8月10日，此遊戲的PS3、PSP和Xbox 360版本分別售出了逾105萬、16萬和87萬套遊戲。

## 評價
《但丁的地獄之旅》主要獲得正面的評價。這些評價主要稱讚其藝術風格和關卡設計，但就批評其遊戲系統與戰神系列過於相近，以及單調重複的遊戲玩法。
其中一個最受評論家稱讚的部份就是其對地獄的描述，評論家們都認為開發者對地獄的描述充滿創意，但又不乏表達其原本的性質。GamePro認為遊戲中設計獨特的地獄「構建得令人印象深刻」，並具備「很多獨特的設定」。IGN則認為「你所看到的大部分都切合一個嘗試探索地獄的極端性質，以及其懲罰的遊戲」，並稱讚其整體風格“在視覺方面令人印象深刻”。而GameSpy則認為遊戲中敵人和地獄設定的設計“令人震驚”，並指出“地獄應令人不安，但此遊戲中的地獄卻吸引玩家觀賞。”
可是，一些評論家卻認為遊戲的創意隨著其進程而衰退。GameSpot稱讚其「慾望」和「暴食」的關卡設計，但就批評其「欺詐」的關卡設計和重複使用敵人。《英國PlayStation官方雜誌》亦指出玩家在遊玩時「正在重複過去三四個小時內所做的事」。
遊戲中最備受批評的部份就是其遊戲系統與戰神系列遊戲過於相近。Destructoid相信遊戲系統與一個偉大的遊戲相近不是一件壞事，並指出「你不會在《但丁的地獄之旅》中找到一個完全原創的遊戲體驗，但這並不意味著它不是一個具娛樂性的地獄遊戲——這是一個動作遊戲支持者不應錯過的遊戲」。Eurogamer則認為此遊戲「內裡是一個戰神的複製體」，並指出此遊戲「不是一個糟糕的遊戲，只是一個非原創遊戲」。GameTrailers亦認為此遊戲的「戰鬥雖然令人投入，但缺乏一些魅力」。儘管Game Informer亦認同此遊戲的遊戲系統與戰神系列遊戲過於相近，但仍然指出其部份系統具原創性，如懲罰/赦免系統。

## 电影动画
《但丁的地狱之旅：动画史诗》是一部於2010年2月9日發行的錄像帶動畫電影。該電影改編自此遊戲，比起遊戲動畫的劇情更為偏向《神曲》。由羅曼電影製作公司進行製作，而其情節則是由喬納森·克耐特創作。